# 甲基多巴
甲基多巴（INN:methyldopa），又稱α-甲基-L-DOPA，以Aldomet等品牌名稱於市場上販售，是一種用於治療高血壓的藥物。它是治療懷孕期高血壓的首選治療藥物之一。對於其他類型的高血壓，例如出現高血壓急症的極高血壓，則通常會優先使用其他藥物。
給藥途徑有口服或是靜脈注射。藥效約在攝入5小時內開始發揮作用，並持續約一天。
使用後常見的副作用有嗜睡。更嚴重的副作用則有溶血反應、肝臟問題和過敏反應。甲基多巴屬α-2腎上腺素受體激動劑類藥物。它的作用原理是刺激大腦，以降低交感神經系統的活性。
甲基多巴於1960年被發現。它已列名於世界衛生組織基本藥物標準清單中。

## 醫療用途
甲基多巴在臨床上用於治療以下疾病：
- 高血壓
- 懷孕期高血壓和子癇前症[4]

## 副作用
甲基多巴可能會引起多種不良副作用，嚴重程度從輕微到嚴重不等。不過當劑量維持在每日小於1公克時，副作用通常會較為輕微。
副作用有：
- 心理方面的
  - 憂鬱
  - 自殺意念（英语：Suicidal ideation）
  - 惡夢
  - 冷漠、失樂, 或煩躁
  - 焦慮, 特別是 社交焦慮症
  - 警覺、認識, 及覺醒降低
  - 注意力機制及專注力受損
  - 疲勞
  - 不適
  - 昏睡
  - 精神運動性激動（英语：Psychomotor agitation）
  - 認知缺陷
  - 失實症或人格解體, 及輕微 精神病
  - 性功能障礙 包括性衝動, 性慾受損

- 身體方面的
  - 頭暈、頭重腳輕, 或眩暈
  - 瞳孔縮小（英语：Miosis）
  - 口乾
  - 胃腸炎（出現腹瀉或便秘
  - 頭痛 或 偏頭痛
  - 肌肉痛、關節痛，或感覺異常 (針刺感)
  - 不寧腿症候群 (RLS)
  - 帕金森氏病症狀，如 震顫、肌肉僵直、運動功能減退症, 或平衡障礙
  - 靜坐不能、共濟失調、運動障礙（英语：dyskinesia）, 甚至是遲發性運動不能或肌張力障礙
  - 貝爾氏麻痹症
  - 性功能障礙
  - 高催乳素血症（英语：Hyperprolactinemia）
    - 男性乳腺發育 、閉經

  - 心跳過緩
  - 低血壓
  - 直立性低血壓
  - 肝炎, 肝毒性
  - 胰腺炎
  - 溫抗體自體免疫溶血性貧血（英语：Warm antibody autoimmune hemolytic anemia）
  - 骨髓抑制，可能導致血小板減少症或白血球減少症
  - 過敏反應 (例如藥物誘導性紅斑性狼瘡（英语：Drug-induced lupus erythematosus）、心肌炎，或心包炎)
  - 藥物誘導性苔蘚樣反應（英语：lichenoid eruption）
  - 蒼白

### 戒斷反應
有報導指出在突然停用甲基多巴後，由於耐受性（指身體對甲基多巴這種藥物產生適應性），可能會出現反彈性高血壓。

## 作用機轉
甲基多巴的作用機制尚未被完全了解。它可能透過抑制中樞神經系統和周圍神經系統中的多巴胺能和血清素能傳導，並間接影響正腎上腺素的合成，方式是抑制多巴胺的合成。甲基多巴作用於α-2腎上腺素受體，這些受體存在於突觸前神經末梢。而會抑制正腎上腺素從突觸前神經元釋放。
甲基多巴的S-對映異構體是芳香族L-胺基酸脫羧酶（LAAD）的競爭性抑制劑，LAAD負責將L-多巴轉化為多巴胺。L-多巴可穿過血腦屏障，因此甲基多巴可能具有類似的作用。LAAD將其轉化為α-甲基多巴胺，這是一種正腎上腺素的"假性前體"，進而減少囊泡中正腎上腺素的合成。多巴胺β羥化酶（DBH）將α-甲基多巴胺轉化為α-甲基正腎上腺素，後者是突觸前α2-腎上腺素受體的激動劑，導致神經傳導物質的釋放受到抑制。
研究發現甲基多巴是一種單胺耗竭劑（在體內會導致單胺類神經傳導物質減少。這種單胺耗竭作用是甲基多巴發揮其降血壓作用的機制之一）。

## 藥物動力學
個體的血壓在口服給藥後的4–6小時內達到最大降幅。甲基多巴的生物半衰期為105分鐘。甲基多巴在胃腸道的吸收存在變異性。它在人體的肝臟和腸道中代謝，並經由尿液排出人體。

## 歷史
甲基多巴剛推出時是降血壓治療的主力藥物，但由於其副作用相對嚴重，加上有其他更安全、耐受性更好的藥物（如α受體阻滯劑、β受體阻滯劑和鈣通道阻滯劑）問世，其使用量已有所下降。此外在臨床試驗中，甲基多巴尚未被證實能減少心肌梗塞和中風等心血管不良事件，也未能降低整體全因死亡率。甲基多巴通常被認為是管理懷孕期高血壓的安全有效藥物。雖然它是一種長期使用的治療選擇，但像拉貝洛爾和硝苯地平這樣的新型藥物也普遍使用，並提供相似的療效和安全性。一項比較甲基多巴與美托洛爾的敏感性分析顯示，甲基多巴並沒有增加出生缺陷、早期胎兒流失或生長受限的風險，但確實發現與早產可能存在潛在關聯。

## 外部連結
Template:Monoamine metabolism modulators
Template:Phenethylamines